# Ten paciencia
A Ten paciencia (jelentése spanyolul: ’Legyen türelmed’) Thalía Lunada című stúdióalbumának bemutatkozó kislemeze, producere Emilio Estefan. Különlegessége, hogy két dal közül a rajongók választhatták ki internetes szavazással, hogy melyik legyen az album első kislemeze, s a felmérést végző Univision Online szerint ez került ki győztesen. (A másik dal a Sangre caliente lett volna.)
A dal nem volt túl sikeres, mindössze a 39. helyig tudott felkúszni a Billboard Top Latin Songs slágerlistán, a Latin Pop Songs listán is csak a 24., míg a Latin Tropical Airplayen a 25. helyet érte el.

## A dal és a videóklip
A dal stílusát tekintve trópusi cumbia és egyéb modern stílusok ötvözete, amelyben a harmonikáé a főszerep. Szövege meglehetősen erotikus, amelyhez a forró hangulatú videóklip is járul. A videóklip rendezője Emilio Estefan, a producer José Maldonado. A forgatás helyszínéül a Miamiban található Nikki Beach tengerparti szórakozóhelyet választották.
A klip fergeteges, hawaii hangulatú éjszakai, tábortüzes trópusi strandpartit – azaz lunadát – idéz, ahol mindenki fehér ruhában, illetve különböző jelmezekben táncol, fáklyákkal és zenészekkel. Különlegessége, hogy forgatásán rajongók is részt vettek statisztaként. Thalía a klipben három különböző öltözékben jelenik meg. A dalban és a klipben szereplő vendégénekes és egyben harmonikás Noé „Gipper” Nieto a Kumbia All Starz együttesből (a 2006-ban kettévált Kumbia Kings egyik utódegyüttese).
A videóklip a latin zenét sugárzó angol nyelvű MTV Tr3s amerikai tévécsatorna Mi TRL video-toplistáján 1. helyezést ért el.